# Аквавона (Катанцаро)
Аквавона (итал. Acquavona) је насеље у Италији у округу Катанцаро, региону Калабрија.
Према процени из 2011. у насељу је живело 242 становника. Насеље се налази на надморској висини од 903 м.